# 古里河卫
古里河卫，亦作固里河卫，中国明代在东北地区所置羈縻卫之一。朝廷冊封當地酋長為名義上的官員（类似于土司），管理当地各部族，其首領大多為女真族世襲領袖。
明成祖永乐七年（1409年）置，位于结雅河（精奇里江）上源吉柳伊河流域（今属俄罗斯阿穆爾州）。也是明初设置的奴尔干都司（1409年-1434年）境内最北的卫。后废。

### 文献
- 谭其骧《中国历史地图集》